# Emil Hácha
Emil Hácha (Trhové Sviny, 12 de julio de 1872-Praga, 27 de junio de 1945) fue un abogado checo, elegido tercer presidente de Checoslovaquia en el año 1938, y el único presidente del Protectorado de Bohemia y Moravia bajo el Tercer Reich entre 1939 y 1945. Se convirtió en un instrumento controlado por los nazis y sus colaboradores.

## Biografía
Hácha nació en 1872 en la ciudad de Trhové Sviny, en Bohemia del Sur. Estudió Derecho en la Universidad Carolina de Praga. Posteriormente fue empleado de la Administración del Reino de Bohemia, cuando Bohemia era una de las provincias del Imperio austrohúngaro. En 1902, Hácha se casó con Marie Klausová (1873-1938). Tuvieron una hija, Milada. Marie falleció diez meses antes de que Hácha asumiera la presidencia.
Poco después del estallido de la Primera Guerra Mundial, se convirtió en juez del Tribunal Supremo Administrativo de Viena (el tribunal era responsable de la Cisleitania). Allí conoció a Ferdinand Pantůček. Tras el Tratado de Versalles, Pantůček se convirtió en presidente del Tribunal Supremo Administrativo de la República de Checoslovaquia en Praga, y Hácha fue juez (1918) y vicepresidente (1919) del tribunal.
Tras la muerte de Pantůček en 1925, fue elegido por TG Masaryk como su sucesor, convirtiéndose en el primer presidente del Tribunal Supremo de Administración.
Se convirtió en uno de los abogados más destacados de Checoslovaquia, especialista en derecho consuetudinario inglés y derecho internacional. También fue traductor de literatura inglesa (entre las que destaca "Tres hombres en un bote" de Jerome K. Jerome), coleccionista de arte y poeta. Su libro "Omyly a přeludy" (Errores y delirios) se publicó en 1939 de forma anónima, y posteriormente, bajo su propio nombre, en 2001. También fue miembro del Consejo Legislativo.

### Presidente de la Segunda República
Tras la firma del Pacto de Múnich y la emigración del presidente Edvard Beneš, fue elegido presidente de la segunda República Checoslovaca, el 30 de noviembre de 1938, y pidió a Rudolf Beran que formase un nuevo gobierno del país. Rudolf Beran era el presidente del Partido de Unión Nacional, en el que habían confluido la mayor parte de los partidos de la derecha checoslovaca. Pese a ser un reputado jurista y un administrador veterano y brillante, para entonces Hácha era ya un hombre provecto y tenía mala salud; así, aceptó el cargo en la situación de crisis que atravesaba el país con renuencia.

### Presidente del Protectorado de Bohemia-Moravia

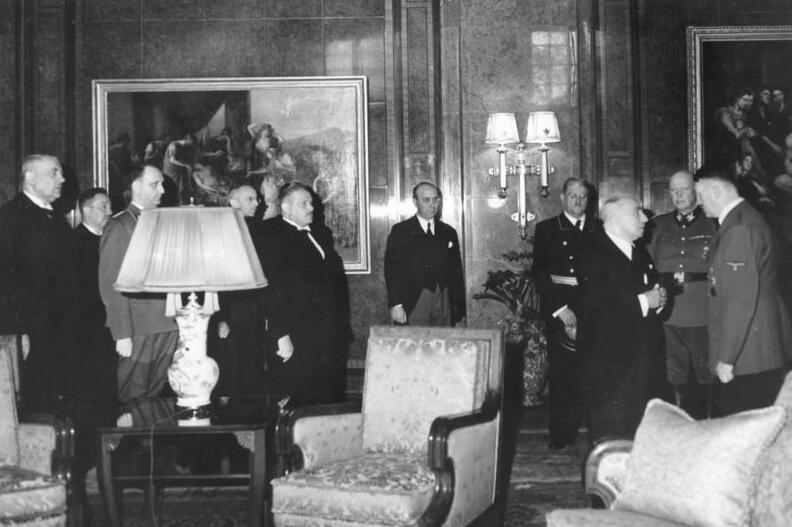
Visita del presidente Hácha (tercero por la derecha) a Hitler (extremo derecho). Junto a ellos se encuentran, entre otros, el ministro alemán Meisner (con gafas, junto a Hácha) y el ministro de Exteriores checoslovaco Chvalkovsky (centro).

En marzo de 1939, la acción conjunta de agentes de la Alemania nazi y de nacionalistas separatistas eslovacos desembocó en una crisis política interna, que el Gobierno de Beran intentó resolver mediante el recurso a la intervención armada el 9 de marzo de dicho año. Monseñor Jozef Tiso, presidente del Gobierno autónomo eslovaco, fue depuesto. No obstante, Adolf Hitler y Hermann Göring convocaron a Emil Hácha a Berlín, amenazándolo una vez allí con el bombardeo de la ciudad de Praga, capital de Checoslovaquia. Al borde de una crisis cardíaca, aterrorizado por la presión que ejercía Hitler sobre él, Emil Hácha se vio obligado a firmar el 15 de marzo un documento por el que aceptaba que las tropas alemanas ocupasen Bohemia-Moravia, que pasó a convertirse en un protectorado de Alemania, el Protectorado de Bohemia y Moravia. Igualmente, Hácha se resignaba a ver cómo Eslovaquia pasaba a ser un país independiente.
Tras la ocupación de los restos de Checoslovaquia al día siguiente de la firma del documento, Hácha se mantuvo en su cargo de presidente, aunque tuvo que someterse ante Hitler y ante Konstantin von Neurath, que había sido nombrado en noviembre de 1939 Reichsprotektor de Bohemia-Moravia, ejerciendo de hecho el control del país. Emil Hácha protestó contra la política alemana de germanización del Protectorado, si bien hay que hacer constar que sus protestas tuvieron escasos resultados. En diciembre de 1939, Hácha entró secretamente en contacto con Beneš, que se aprestaba a formar un Gobierno checoslovaco en el exilio con el apoyo de los Aliados, haciéndole saber que, junto con todo su Gobierno, se sentía solidario con la Resistencia exterior checoslovaca a los alemanes.
Sin embargo, en marzo de 1940, tras la defección de su ministro de Agricultura, que se había encaminado a Londres para unirse allí a Beneš, Emil Hácha envió un telegrama a Hitler para reafirmar la voluntad de cooperación que inspiraba a su Gobierno. No obstante, ello no fue suficiente para Hitler, que esperaba por lo menos un juramento de fidelidad. Hácha transmitió entonces a Berlín su deseo de asistir a la victoria final de Alemania en la Segunda Guerra Mundial. Beneš reaccionó a esta declaración afirmando que se habían franqueado las fronteras del oportunismo. Posteriormente, Hácha felicitó a Hitler por su victoria en el oeste, durante la Invasión de Francia y la subsiguiente firma del Armisticio del 22 de junio de 1940.
La situación en el Protectorado se degradó rápidamente tras la sustitución de von Neurath, al que Hitler consideraba demasiado suave, por Reinhard Heydrich. Hácha, que había redactado una carta de dimisión de su cargo (aunque no la había enviado), perdió todo control sobre los asuntos reales del país, pasando, pues, a ser una mera marioneta de los alemanes. Muchos de sus colegas y amigos fueron detenidos, como por ejemplo el primer ministro Alois Eliás, fusilados o deportados a campos de concentración. La detención de Eliás tuvo lugar en septiembre de 1941, una semana después del nombramiento de Heydrich. Durante un discurso retransmitido por radio, Hácha denunció a Beneš, afirmando que este era "el enemigo público número uno".

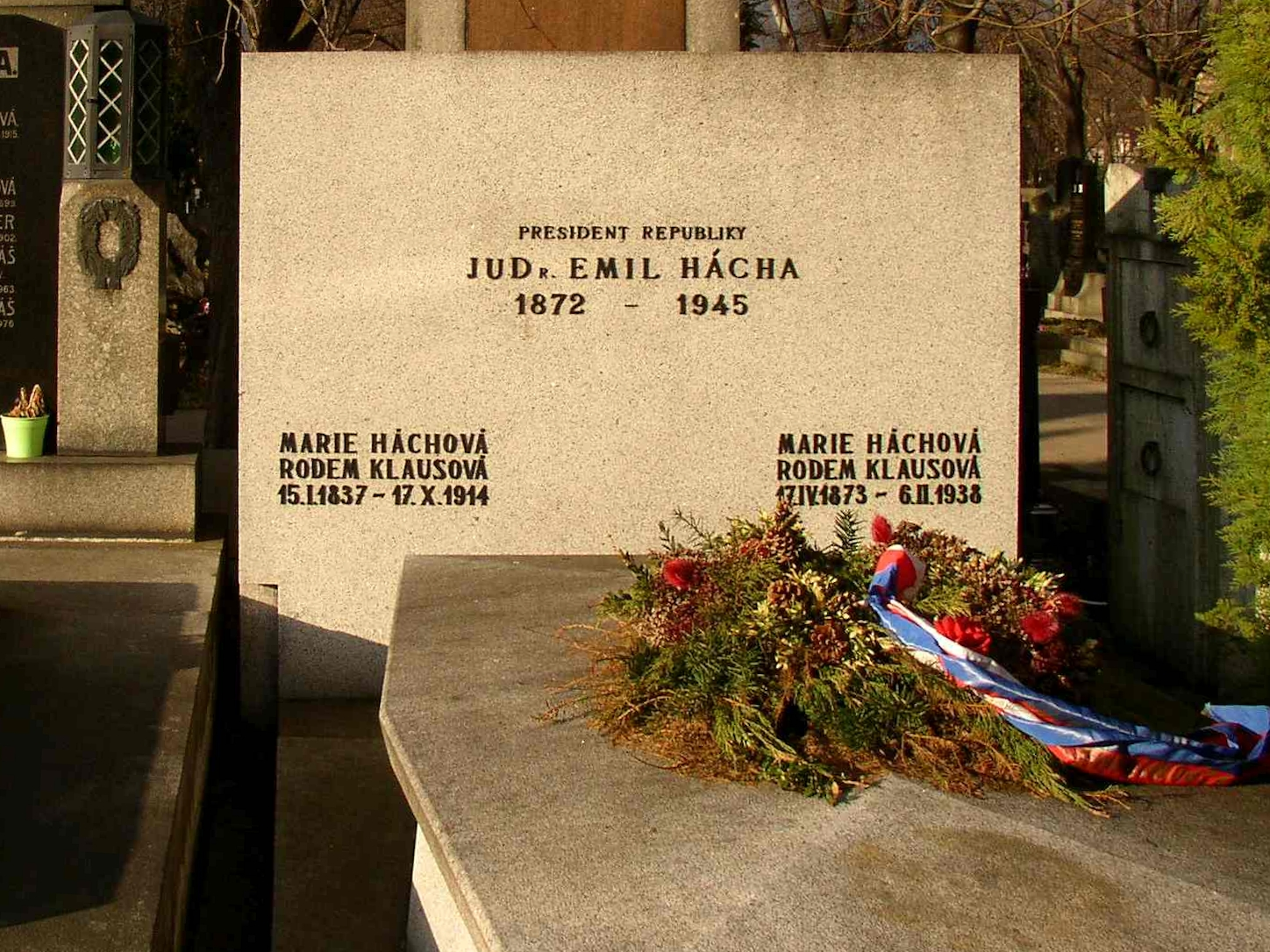
Tumba de Emil Hácha en el cementerio de Praga.

Después del éxito del atentado contra Heydrich organizado por los Aliados (Operación Antropoide), se produjeron manifestaciones masivas en contra de Beneš y de los políticos de Londres. El Gobierno ofreció una recompensa de 10 millones de coronas por los culpables. Esta política de colaboracionismo no iba tampoco seguida por ninguna concesión por parte de la Alemania nazi, ya que, por ejemplo, Hitler recibió a Hácha y le amenazó con la expulsión de varios millones de checos fuera de Bohemia-Moravia.

### Liberación de Checoslovaquia y muerte
Hácha fue detenido el 13 de mayo de 1945 y falleció a la edad de 72 años en la prisión de Pankrác, seis semanas después de la liberación de Praga por el Ejército Rojo. Las circunstancias de su muerte no están aclaradas. Sigue siendo una figura controvertida en la historia checa por su aparente ambivalencia y colaboracionismo forzado. Según Astrid Hofmanova, Emil Hácha es algo distinto al símbolo de colaboración con el enemigo, de traición y de timidez que parece ser: Al aceptar la función presidencial, se cree que se sacrificó en interés de la nación y del Estado.